# Elliott West
Elliott West (né le 19 avril 1945) est un historien et auteur américain. Il étudie l'histoire de l'Ouest américain.

## Biographie
Elliot West grandit dans une famille de journalistes. Son père est rédacteur pour le Dallas Morning News et son frère est écrivain de voyage. Il obtient un diplôme de premier cycle en journalisme à l'Université du Texas à Austin. Il obtient une maîtrise et un doctorat à l'Université du Colorado.
Au début de sa carrière, il enseigne à l'Université du Colorado à Denver, à l'Université du Texas à Arlington et à l'Université du Nouveau-Mexique. Il devient membre du corps professoral de l'Université de l'Arkansas en 1979, où il est aujourd'hui professeur émérite d'histoire.
L'historien Richard White qualifie West de «meilleur historien de l'Ouest américain écrivant aujourd'hui». Le livre de West de 1998, The Contested Plains: Indians, Goldseekers, and the Rush to Colorado, est présenté dans le Journal of Interdgraduate History et la Pacific Historical Review,. L'ouvrage remporte le prix Francis Parkman 1999 de la Society of American Historians et partage le prix Ray Allen Billington de l'Organisation of American Historians cette année-là,. 
Un livre de 2009, The Last Indian War: The Nez Perce Story, est recensé dans The Journal of American History. En 2009, il est finaliste pour le Cherry Award for Great Teaching décerné par l'Université Baylor. Il reçoit deux Western Heritage Awards. Il est un ancien président de la Western History Association.
West apparait dans le documentaire Ken Burns de 2023 The American Buffalo.
Le livre de West Continental Reckoning: The American West in the Age of Expansion remporte le prix Bancroft 2024  et est finaliste pour le prix Pulitzer d'histoire 2024.